# Garrigues (Comarca occitana)
|  | Per a altres significats, vegeu « Garrigues (desambiguació)». |

Les Garrigues (en occità Garrigas; en francès Garrigues) són un Parçan o comarca d'Occitània situada al Llenguadoc. També és considerada una regió natural de França.
Segons la proposta de divisió territorial d'Occitània del diari Jornalet, basada en l'obra de Frederic Zégierman Le Guide des pays de France, les Garrigues estarien ubicades a la regió del Llenguadoc, subregió del Baix Llenguadoc.
Oficialment, les comunes de les Garrigues estan vinculades administrativament i situades al centre i nord-est del departament francès del Gard.
Tot i que el parçan està històricament situat al Llenguadoc, presenta influències provençals en la dialectalització més perceptible i accentuada a les localitats més properes al Roine.